# Cryptotis parva
Cryptotis parva — вид роду мідиць (Sorex) родини мідицевих (Soricidae).

## Поширення
Країни поширення: Канада (у південно-східному Онтаріо), Мексика, Сполучені Штати Америки. Вертикальний діапазон поширення від 0-2750 м над рівнем моря. Зазвичай проживає на відкритій місцевості з щільною трав'янистою рослинністю.

## Стиль життя
В основному харчується комахами та іншими безхребетними (наприклад, дощові хробаки, павуки), також деякими речовинами рослинного походження.